# Elecciones presidenciales de Austria de 1992
La elección presidencial de Austria en 1992, la novena elección popular de un jefe de Estado austriaco, tuvo lugar el 26 de abril de 1992 el titular Kurt Waldheim no buscó la reelección, ya que no obtuvo aceptación en la comunidad internacional, aunque la Constitución lo hubiera permitido.
El partido más fuerte de la época, el Partido Socialdemócrata, propuso el actual ministro de tráfico y industrias nacionalizadas, Rudolf Streicher para estas elecciones. Mientras que el Partido Popular de Austria presentó el diplomático de carrera Thomas Klestil. Streicher ganó la primera vuelta por un pequeño margen, pero no obtuvo la mayoría necesaria de votos para evitar una segunda vuelta. Sin embargo, con los candidatos de los partidos más pequeños en la segunda votación, y después de una recomendación de Jörg Haider para votar por Klestil, este último ganó la segunda ronda por un margen inesperadamente amplio.

## Candidatos
Como se mencionó anteriormente el presidente en funciones Kurt Waldheim no buscó la reelección. Los candidatos fueron los siguientes:
- Thomas Klestil: Candidato del Partido Popular de Austria.
- Rudolf Streicher: Candidato del Partido Socialdemócrata.
- Heide Schmidt: Candidato del Partido de la Libertad de Austria.
- Robert Jungk: Candidato por Los Verdes-La Alternativa Verde.

## Resultados
| Candidato        | Partido                             | 1.ª vuelta | 1.ª vuelta | 2.ª vuelta | 2.ª vuelta |
| Candidato        | Partido                             | Votos      | Porcentaje | Votos      | Porcentaje |
| ---------------- | ----------------------------------- | ---------- | ---------- | ---------- | ---------- |
| Rudolf Streicher | Partido Social Demócrata de Austria | 1,888,599  | 40.66      | 1.915.380  | 43.11      |
| Thomas Klestil   | Partido Popular Austríaco           | 1,728,234  | 37.20      | 2,528,006  | 56.89      |
| Heide Schmidt    | Partido de la Libertad de Austria   | 761,390    | 16.39      |            |            |
| Robert Jungk     | Los Verdes-La Alternativa Verde     | 266,954    | 5.75       |            |            |
| Votos válidos    | Votos válidos                       | 4,645,177  | 100.00     | 4,443,386  | 100.00     |
| -> Votos nulos   | -> Votos nulos                      | 144,177    |            |            |            |
| -> Participación | -> Participación                    | 4,789,894  | 84.38      | 4,592,932  | 80.91      |
| Registrados      | Registrados                         | 5,676,903  |            | 5,676,903  |            |

- Datos: Q4825529
- Multimedia: 1992 Austrian presidential election / Q4825529